# Mrákotíner Monolith

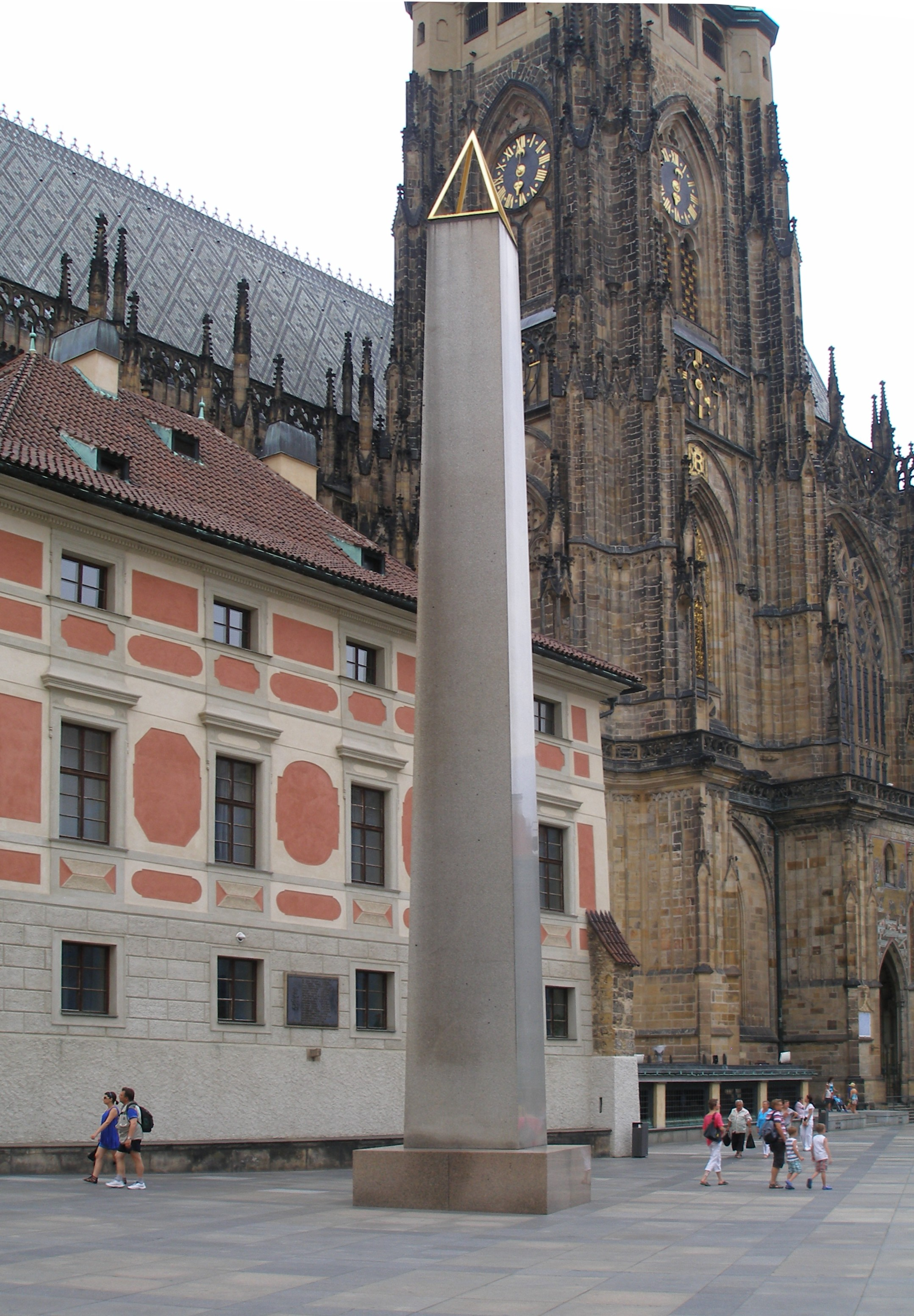
Der Obelisk im Dritten Burghof der Prager Burg

Der Mrákotíner Monolith (tschechisch: Mrákotínský monolit) auf der Prager Burg steht auf dem dritten Burghof unweit des Veitsdoms. Er zählt zu den größten existierenden monolithischen Natursteinobjekten weltweit und wurde aus einem hellgrauen Zweiglimmergranit Südböhmens gefertigt. Seine Oberfläche ist poliert.

## Planung
Der slowenische Architekt Jože Plečnik wurde ab 1920 vom tschechoslowakischen Präsidenten Masaryk mit Umbauten auf der Prager Burg beauftragt. In diesem Zusammenhang war beabsichtigt, ein Denkmal für die Gefallenen des Ersten Weltkriegs zu schaffen. Dafür schlug Plečnik die Form eines Obelisken vor. Diese Idee wurde aufgegriffen und ausgeführt.

## Fertigung und Dimensionen
Die Herstellung eines Obelisken in Mrákotín begann 1923. Er zerbrach nach seiner Fertigstellung auf dem Transport nach Telč. Der zweite in den Mrákotíner Steinbrüchen gefertigte Obelisk brach während seiner Bearbeitung. 
Der vollendete dritte Obelisk besteht aus dem hellen grauen Granit von Mrákotín. Das zu seiner Herstellung erforderliche Rohstück wurde 1924 im Steinbruch Pod Jasánky gewonnen. Das vom Fels abgetrennte Rohstück wog etwa 115 Tonnen. Seine Maße waren 15,68 × 1,95 × 1,32 Meter. Am Ende des Jahres 1925 transportierte man dieses Stück von Mrákotín zum Bahnhof in Telč. Von hier gelangte es mit einem Sondertransport der Eisenbahn zu Beginn des Jahres 1926 nach Prag. Den Transport von der Eisenbahnentladestelle bis in den Bereich der Prager Burg übernahm die Prager Steinmetzfirma Jan Mrázek aus Praha-Smíchov, die nach Vorgaben von Jože Plečnik dort die Endfertigung ausführte. Letztlich wurde der Auftrag also im dritten Anlauf vollendet.
Das fertige Stück besitzt eine Höhe von 15,5 Metern. An seinem Fuß misst die Kantenlänge 181 Zentimeter und an seinem oberen Ende 123 Zentimeter. Sein Volumen beläuft sich auf 36,27 m³ und er besitzt demzufolge eine Masse von 96 Tonnen.

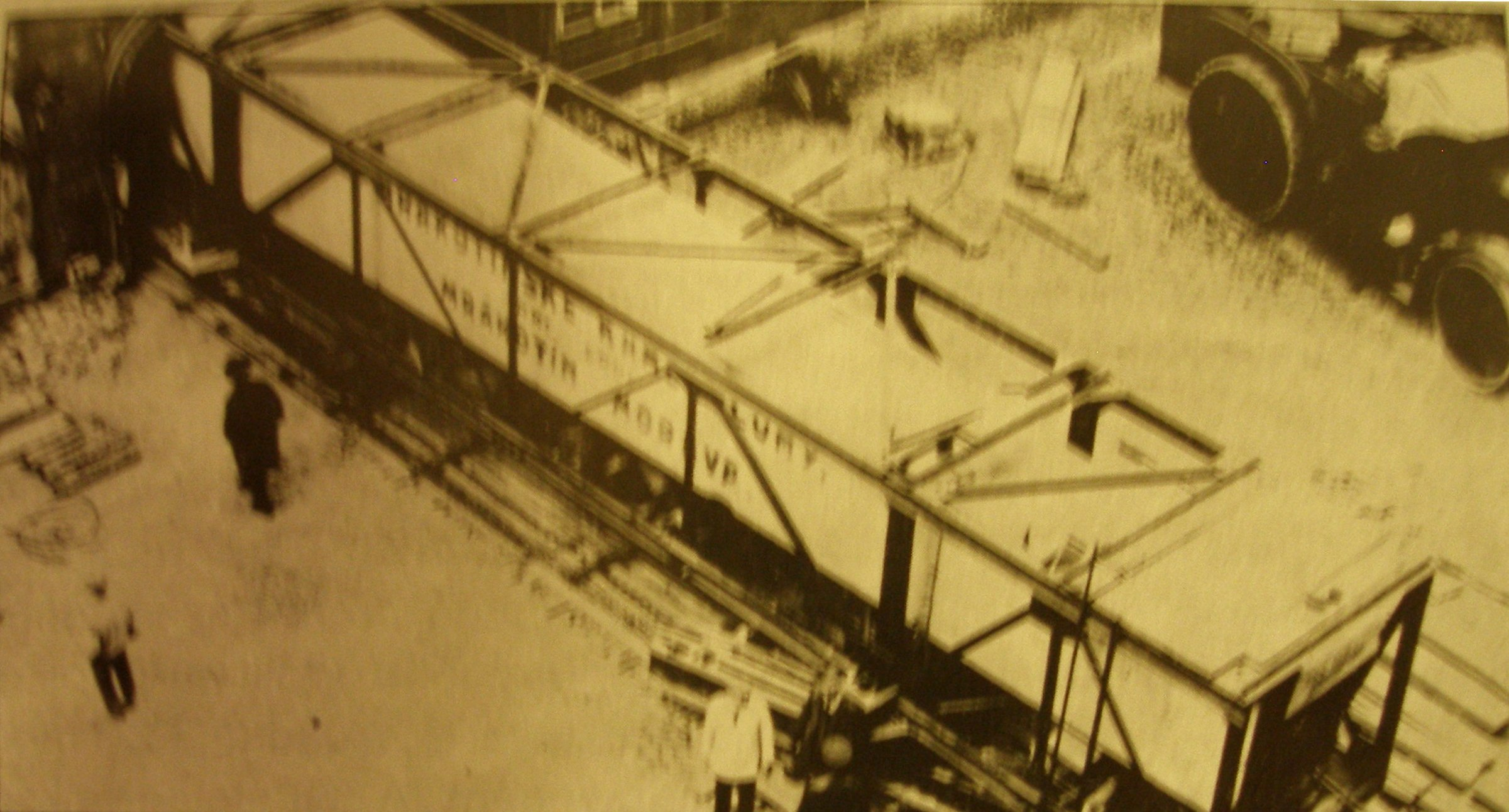
Transport des Obelisken im Jahr 1928

Die Aufstellung des Obelisken erfolgte zwischen dem 29. Oktober und 1. November 1928 anlässlich des zehnjährigen Jubiläums der Ersten Republik. Als Sockel dient ein Quader aus Reichenberger Granit (liberecká žula) mit den Abmessungen von 3 × 3 × 1,1 Metern. Der Obelisk wurde 1996 mit einer vergoldeten Metallspitze ausgestattet. Diese Ergänzung an einer Fehlstelle im Gestein aus der Zeit seiner Errichtung wird heute als symbolisches Zeichen zur Erneuerung der Demokratie gesehen.